# Vlag van Sint Maarten (land)
De vlag van Sint Maarten werd aangenomen op 13 juni 1985. De vlag bestaat uit twee horizontale banden (rood en blauw) met aan de hijszijde een witte driehoek. In deze driehoek staat het wapen van Sint Maarten. De kleuren rood, wit en blauw zijn afkomstig van de Nederlandse vlag. 

## Geschiedenis
In 1954 werd Sint Maarten een onderdeel van de Nederlandse Antillen. Oorspronkelijk werd de Nederlandse vlag gebruikt, maar op 15 december 1959 kreeg het land zijn eigen vlag. Op 19 augustus 1983 werd door de overheid van Sint Maarten een prijsvraag uitgeschreven voor een vlag van het eiland. Het ontwerp van de 17-jarige Roselle Richardson werd gekozen, en op 13 juni 1985 aangenomen. Op 10 oktober 2010 werd Sint Maarten een autonome staat binnen het Koninkrijk der Nederlanden, en kreeg de vlag de status van nationale vlag.

## Symbolisme
De drie hoofdkleuren wit, rood, en blauw verwijzen naar de Nederlandse en Franse vlag. Blauw staat voor de zee, rood voor het bloed van de inwoners, groen voor het vruchtbare land, en geel de energie van de bevolking. Centraal in het wapenbord staat een afbeelding van het gerechtgebouw in Philipsburg. De oranje rand en het lichtblauwe veld verwijzen naar de Nederlandse monarchie. De wisselbloem (lantana camara) is de nationale bloem. Rechtsboven in de schild bevindt het grensmonument dat verwijst naar de deling van het eiland in een Nederlands en Frans deel. Het helmteken bevat een pelikaan, en het motto semper progrediens betekent "altijd vooruitgang".